# Герта (футбольный клуб, Вельс)
«Герта» (нем. Welser Sportclub HOGO Hertha) — австрийский футбольный клуб из города Вельс в Верхней Австрии. Клуб был основан в 1921 году. Традиционные цвета команды — зелёно-синие. Свои домашние матчи команда проводит на стадионе HOGO Арена, вмещающем 2 000 зрителей. «Герта» никогда не выступала в высшем австрийском дивизионе, её наилучшее достижение — второе место в зоне «Верхний Дунай» Первой лиги в сезоне 1937/38.

## История клуба

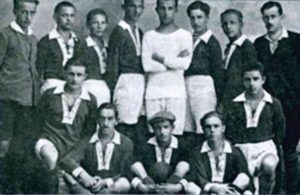
Первый состав «Герты»

«Герта» была основана в 1921 году. Команда начинала играть на городском стадионе, находившемся в районе Кольпингштрассе. В сезоне 1924/25 клуб дебютировал в Региональной лиге, заняв второе место в зоне «Верхняя Австрия». В 1937 году «Герта» впервые вышла в Первую лигу. В сезоне 1937/38, последнем австрийском первенстве до Аншлюса, команда достигла лучшего результата в своей истории: она заняла второе место в зоне «Верхний Дунай» Первой лиги, уступив путёвку в Бундеслигу «Аматору» по дополнительным показателям. После Аншлюса «Герта» продолжила выступления в первой австрийской лиге. Она покинула её по итогам сезона 1948/49 — первого поствоенного австрийского чемпионата. «Герта» выступала в первой лиге в сезоне 1964/65, а также в 1966—1968 годах. В 1975 году «Герта» поглотила соседнюю команду «Вельсер» и переехала на стадион «Маут». В 1980-х годах команда опустилась из Региональной лиги в низшие австрийские дивизионы. 
В марте 2018 года «Герту» приобрела компания HOGO, ранее профинансировавшая реконструкцию стадиона «Маут». В рамках сделки по передаче контрольного пакета акций «Герты» новым владельцам, в полное название клуба добавилось наименование спонсора, а стадион был переименован в HOGO Арена. По итогам сезона 2017/18 «Герта» вернулась в Региональную лигу.

## Достижения
- Победитель Ландеслиги (2): 1963/64, 1965/66
- Победитель Второй Ландеслиги (2): 1988/89, 1996/97

## Известные игроки и воспитанники
- Геральд Хайдер — нападающий, уроженец Вельса и воспитанник клуба. В сезоне 1973/74 в составе «Герты» он стал лучшим бомбардиром Региональной лиги, после чего покинул её и выступал за клубы австрийской Бундеслиги, провёл один матч за сборную Австрии. На закате карьеры форвард вернулся в родной клуб и помог ему выиграть Вторую Ландеслигу[1].
- Эмин Сулимани — полузащитник, наиболее выдающийся воспитанник академии «Герты» 1990-х годов[1]. Играл за несколько клубов Бундеслиги, выступал в молодёжной сборной Австрии. В сезоне 2014/15 он сыграл 6 игр за взрослую команду родного клуба. В 2019 году был главным тренером «Герты»[4].